# Cap Adams
Cape Adams est un escarpement rocheux abrupt  marquant le bord Sud  de la Bowman Peninsula (en) et formant le bord Nord  de l'entrée de la crique Gardner Inlet (en), sur la côte de la  Terre Palmer  ou péninsule Antarctique en Antarctique. Ce cap fut découvert par le  Expédition Ronne ("Ronne Antarctic Research Expedition" ou RARE), 1947–48, menée par Finn Ronne (dernière expédition "privée" américaine, et dénommé par lui en souvenir du  Lt. Charles J. Adams, pilote de United States Army Air Forces, qui participait à l'expédition.